# Suwalong
Suwalong (kinesiska: 苏哇龙, 苏哇龙乡) är en socken i Kina. Den ligger i den autonoma regionen Tibet, i den sydvästra delen av landet, omkring 770 kilometer öster om regionhuvudstaden Lhasa.
Genomsnittlig årsnederbörd är 592 millimeter. Den regnigaste månaden är juli, med i genomsnitt 202 mm nederbörd, och den torraste är november, med 1 mm nederbörd.